# Witalij Chocenko
Witalij Pawłowicz Chocenko (ros. Вита́лий Па́влович Хоце́нко; ur. 16 marca 1986 w Dniepropetrowsku) – rosyjski polityk i urzędnik państwowy, lejtnant, w latach 2022–2023 premier Donieckiej Republiki Ludowej, od 2023 pełniący obowiązki gubernatora obwodu omskiego.

## Życiorys
Jego ojciec Pawieł Chocenko kierował departamentem zwalczania przestępczości zorganizowanej MSW w Jamale, a następnie pracował na stanowiskach kierowniczych w przedsiębiorstwach publicznych. Uważany jest on za protektora kariery Witalija Chocenki. Ukończył studia socjologiczne na Moskiewskim Uniwersytecie Państwowym im. M.W. Łomonosowa oraz z zakresu państwowej regulacji ekonomii w Rosyjskiej Akademii Gospodarki Narodowej i Administracji Publicznej. Kształcił się także w zakresie zarządzania przedsiębiorstwem w Singapurskim Instytucie Marketingu oraz prawa na jednej z rosyjskich uczelni, odbył studia podyplomowe na Moskiewskim Uniwersytecie Państwowym. Ukończył kurs dla liderów w administracji publicznej, uzyskał ponadto stopień wojskowy lejtnanta.
Od 2008 do 2010 kierował departamentem analiz i prognoz u publicznego nadawcy w Jamalsko-Nienieckim Okręgu Autonomicznym. Od marca 2010 pracował w administracji tego okręgu jako doradca pierwszego wicegubernatora oraz dyrektor departamentu nauki i innowacji. W grudniu 2013 został ministrem energii, przemysłu i komunikacji we władzach Kraju Stawropolskiego. W 2019 przeszedł na fotel dyrektora departamentu polityki przemysłowej i zarządzania projektami w rosyjskim federalnym Ministerstwie Przemysłu i Handlu.
8 czerwca 2022 prezydent Donieckiej Republiki Ludowej Dienis Puszylin powołał go na stanowisko premiera DRL po dymisji poprzednika Aleksandra Ananczenki.